# Pablo Antonio
Pablo Antonio (Manilla, 25 januari 1901 - aldaar, 14 juni 1975) was een Filipijns architect. Antonio was een pionier in de moderne Filipijnse architectuur en hij wordt wel beschouwd als een van de weinige echt creatieve architecten uit de Filipijnse geschiedenis. Zijn ontwerpen werden gekenmerkt door simpliciteit zonder opsmuk. Antonio werd in 1976 uitgeroepen tot nationaal kunstenaar van de Filipijnen.

## Biografie

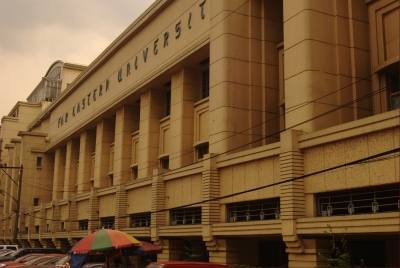
De facade van de Far Eastern University, een ontwerp van Antonio van eind jaren 30

Na zijn middelbareschoolopleiding in Manilla studeerde Antonio in eerste instantie architectuur aan het Mapua Institute of Technology. Later stapte hij echter over naar de architectuuropleiding aan London University, waar hij in de jaren 20 afstudeerde. In de jaren 30 keerde hij met een beurs terug in Londen voor verdere studie. Enkele van de belangrijkste werken van Nakpil zijn de Far Eastern University Administration and Science buildings; Manila Polo Club; Ideal Theater; Lyric Theater; Galaxy Theater; Capitan Luis Gonzaga Building; Boulevard-Alhambra (nu Bel-Air) appartementen; Ramon Roces Publications Building (nu Guzman Institute of Electronics). Op het hoogtepunt van zijn carrière werd hij ook wel "president's architect" genoemd, vanwege zijn ontwerpen voor huizen van president Manuel Quezon en vicepresident Sergio Osmeña. Ook ontwierp hij huizen voor welgestelde families als de Yulos, de Roceses en de Reyes. In 1960 werd Antonio gekozen tot president van de Architects Association of the Philippines.